# Le Havre
Le Havre (Normandisch: Lé Hâvre) is een Franse stad in Normandië, in het departement Seine-Maritime met 166.462 inwoners per 1 januari 2022. Door haar ligging aan de monding van de Seine en door de makkelijke toegankelijkheid van de haven geldt zij als de op een na belangrijkste haven van Frankrijk. Vooral het containervervoer en de overslag van aardolie bezorgen haar die rang. Le Havre is de grootste stad van Normandië (wel telt de agglomeratie Rouen meer inwoners). Vanuit Le Havre vaart een ferry naar Southampton. Het stadsbeeld is compleet veranderd na de wederopbouw na het rampzalige bombardement van 1944.

## Toponymie
De naam "Le Havre" betekent 'de haven' en is mogelijk van Oudnoordse herkomst, hoewel sommigen de naam beschouwen als een ontlening aan de Nederlandse taal. 
In de 16e eeuw stond de stad soms ook bekend als "Le Havre de Grâce". De Amerikaanse plaats Havre de Grace en de Canadese plaats Harbour Grace zijn beide naar Le Havre vernoemd.

## Geschiedenis

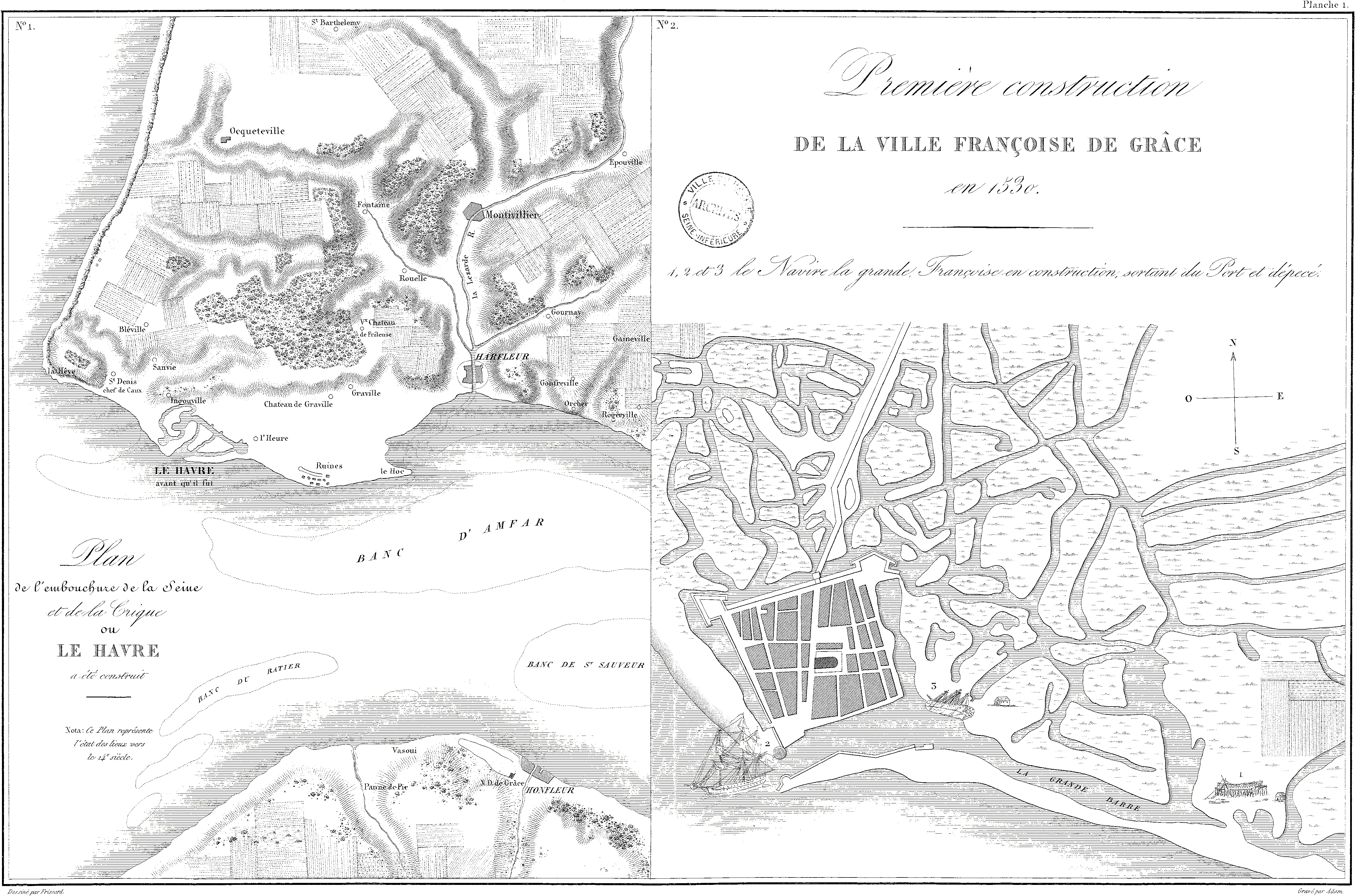
Kaart uit 1837 van Le Havre voor en na de stichting rond 1530

Le Havre werd gesticht in 1517 onder koning Frans I. De oude stad werd in 1541 ontworpen door de Italiaanse architect Belarmato.
De stad was vanaf 1562, toen evenals in de Nederlanden een beeldenstorm plaatsvond en protestanten haar met steun van Engeland in handen kregen, tot ver in de 17e eeuw toneel van godsdiensttroebelen. Onder het bewind van Lodewijk XIV kreeg de bekende steden- en fortenbouwer Vauban de opdracht om de haven uit te breiden en te versterken. Lange tijd genoot Le Havre een grote bekendheid als vertrekpunt voor de trans-Atlantische oversteek vanuit Frankrijk. Vandaar haar bijnaam: La Porte Océane.
In 1852 werd de gemeente Ingouville aangehecht bij de gemeente, net als het westelijke deel L'Heure van de gemeente Graville-l'Heure en delen van Sanvic.
In de aangrenzende badplaats Sainte-Adresse, bijgenaamd "Le Nice havrais", verbleef vanaf oktober 1914 tot het einde van de Eerste Wereldoorlog de Belgische regering. Door een overeenkomst tussen de Franse en de Belgische staat kreeg de gemeente het statuut van een Belgische enclave in Frankrijk. Op die manier vermeed de Belgische regering dat zij kon worden beschouwd als een regering in ballingschap.
In 1919 werd de rest van de gemeente Graville (Graville-Sainte-Honorine) aangehecht bij Le Havre. 
Door de op massale verwoesting gerichte Britse bombardementen van september 1944 werd Le Havre bijna met de grond gelijkgemaakt. ongeveer 12.500 gebouwen werden vernield en 80.000 mensen werden dakloos. De woningnood die daardoor ontstond noopte het departement en de Franse regering tot een snelle wederopbouw. Zo kreeg de architect Auguste Perret de kans om zijn stedenbouwkundig project te realiseren; zie verder de rubriek Werelderfgoed.
In 1953 werd de gemeente Bléville aangehecht bij Le Havre. In 1955 werd Sanvic aangehecht. In 1971 werd een deel van buurgemeente Harfleur, meer bepaald de wijk Caucriauville bij Le Havre gevoegd.
In 1973 werd de gemeente Rouelles bij Le Havre gevoegd als een commune associée.

## Geografie
De oppervlakte van Le Havre bedroeg op 1 januari 2022 46,95 vierkante kilometer; de bevolkingsdichtheid was toen 3.545,5 inwoners per km².
De onderstaande kaart toont de ligging van Le Havre met de belangrijkste infrastructuur en aangrenzende gemeenten.

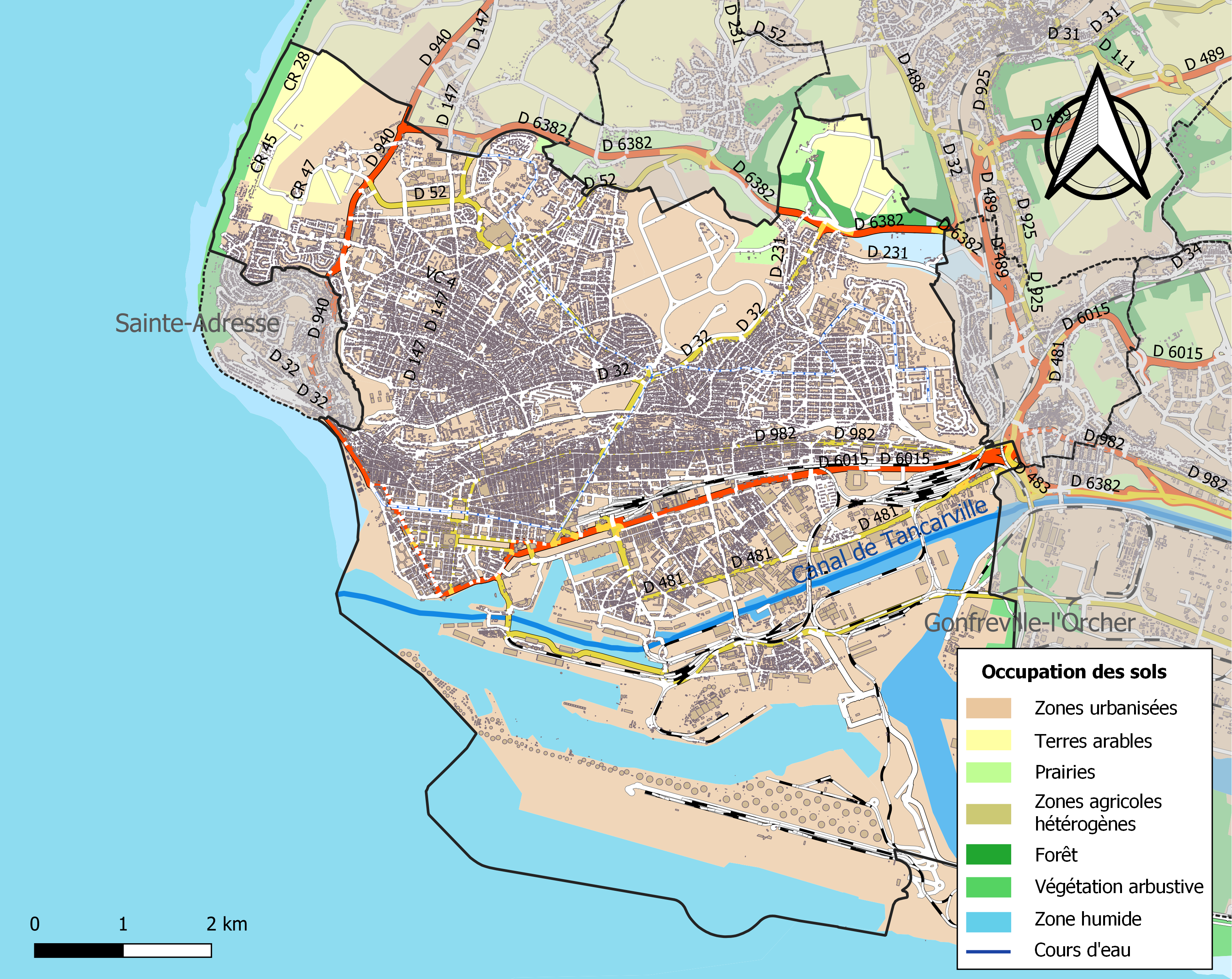

## Demografie
Onderstaande figuur toont het verloop van het inwonertal (bron: INSEE-tellingen).

## Bezienswaardigheden
De nieuwe stad die na de Tweede Wereldoorlog ontstond onder leiding van de architect Auguste Perret werd in 2005 door de UNESCO op de lijst van het Werelderfgoed opgenomen. Zij rees uit de grond in de periode 1945-1964; om die snelle wederopbouw te verwezenlijken, maakte Perret voor het eerst op grote schaal gebruik van geprefabriceerde elementen en beton. Een gebied van 130 ha en met een grote eenvormigheid werd zo volgebouwd. Een centraal punt in de herbouwde stad is de ook door Perret ontworpen Église Saint-Joseph (Sint-Jozefskerk), met een toren van 110 meter hoog. 
De stad geldt in Frankrijk als één der symbolen van de naoorlogse bloeiperiode, die in het Frans Trente Glorieuses genoemd wordt. 
- De Cathédrale Notre-Dame
- Het Muséum d'histoire naturelle
- De Cimetière Sainte-Marie, een gemeentelijke begraafplaats met monumentale graven en diverse militaire perken

## Verkeer en vervoer
De stad beschikt in de voorstad Octeville over een regionale luchthaven, de Aéroport Le Havre Octeville.
In de stad staat het trainstation Le Havre.

## Economie
Le Havre beschikte als grote havenstad over daarmee samenhangende industrie. Renault heeft in de stad een autofabriek. In de stad staat een thermo-elektrische centrale.

## Diensten
In Le Havre bevindt zich een campus van de École de management de Normandie.

## Sport
Voetbalclub Le Havre AC is afkomstig uit Le Havre en komt in het seizoen 2023/24 uit in de Franse Ligue 1. Sinds 2012 maakt de club gebruik van het nieuwe Stade Océane dat 25.000 zitplaatsen heeft.
Le Havre is 20 keer etappeplaats geweest in wielerkoers Ronde van Frankrijk. De Belg Louis Mottiat en de Italiaan Ottavio Bottecchia wonnen er twee keer. De laatste ritwinnaar in Le Havre is de Tsjech Zdeněk Štybar in 2015.
De eerste rugbyclub in Frankrijk werd in 1870 opgericht in Le Havre.

## Geboren
- Jacques-Henri Bernardin de Saint-Pierre (1737-1814), schrijver
- Charles Alexandre Lesueur (1778-1846), natuuronderzoeker en kunstenaar
- Casimir Delavigne (1793-1843), dichter en toneelschrijver
- Raoul Dufy (1877-1953), kunstschilder
- André Caplet (1878-1925), componist
- Emile-Othon Friesz (1879-1949), kunstschilder
- René Coty (1882-1962), politicus, ex-president
- Arthur Honegger (1892-1955), componist
- Germaine Kerjean (1893-1975), actrice
- Jean Dubuffet (1901-1985), schilder en kunstenaar
- Raymond Queneau (1903-1976), schrijver
- Renée Simonot (1911), actrice
- André Duroméa (1917-2011), politicus
- Jean Roth (1924), baanwielrenner
- Jean Bouise (1929-1989), acteur
- Gilles Blanchard (1953), kunstenaar
- Jérôme Le Banner (1972), vechtsporter
- Julien Faubert (1983), voetballer
- Kévin Anin (1986), voetballer
- Gueïda Fofana (1991), voetballer